# مقاطعة واشاكي (وايومنغ)
مقاطعة واشاكي (بالإنجليزية: Washakie County)‏ هي إحدى مقاطعات ولاية وايومنغ في الولايات المتحدة الأمريكية.